# 서은숙 (천체물리학자)
서은숙(徐銀淑, ~1961년)은 미국의 천체물리학자이다. 메릴랜드 대학교 물리학부의 종신 교수로 재직중이다.

## 학업
고려대학교 물리학과에서 학사, 석사 학위를 받고 미국으로 유학하여 1991년 루이지애나 주립 대학교에서 물리학 박사 학위를 받았다.

## 경력과 활동
서은숙은 박사 학위 취득 후 메릴랜드 대학교의 연구원이 되었고 2010년 미국 물리학회의 회원이 되었다. 주요 연구 분야는 우주선의 발생원 추적 및 가속 탐지와 반물질, 암흑물질과 같은 이례적 물질에 대한 연구 등이다. 스스로는 자신의 분야를 입자물리학과 천체물리학의 중간 쯤에 위치한다고 밝힌 바 있다. 초신성 폭발에서 발생하는 우주선의 가속 현상을 규명하고 이를 측정할 실험 모형을 개발하여 1997년 미국 대통령이 수여하는 신진 우수연구자상을 수상하였다.
2004년부터 NASA와 함께 남극에 검출기 탑재한 기구를 띄워 우주선을 측정하는 "크림"(CREAM, Cosmic Ray Energetics and Mass, 우주선 에너지 질량 측정) 프로젝트의 총괄책임자로 일하였다. 크림 프로젝트는 우주선이 대기와 충돌하여 발생하는 공기 샤워를 관측하여 초신성 폭발과 같은 발생원에서 방출된 우주선이 가속되는 "우주 가속기"의 원리를 규명하고자 하는 연구이다. 2014년 11월 워싱턴포스트 매거진은 서은숙을 표지 인물로 다루었다. 2014년 서은숙과 크림 팀은 국제우주정거장에 우주선 검출기를 설치하는 "아이스-크림"(ISS-CREAM) 계획을 추진하였다. 2019년 2월 NASA는 아이스-크림 계획에 따라 국제우주정거장에 설치된 기구에서 10 차례의 데이터 추출에 성공하였다고 보고하였다.
2015년 박근혜가 NASA를 방문하였을 때 서은숙은 우주선 관측을 설명하고 한미 양국의 과학 협력을 희망하는 칼럼을 기고하였다.

## 수상
- 1997년 미국 신진 우수연구자상[2]
- 2006년 NASA그룹 업적상[9]
- 2017년 한미경제연구소 올해의 미주한인상[9]